# Malayopython
Malayopython – rodzaj węży z rodziny pytonów (Pythonidae).

## Zasięg występowania
Rodzaj obejmuje gatunki występujące w Indiach, Bangladeszu, Mjanmie, Laosie, Kambodży, Tajlandii, Wietnamie, Brunei, Malezji, Singapurze, Filipinach, Indonezji i Timorze Wschodnim.

## Systematyka

### Etymologia
- Malayopython: ang. Malaya „Malaje”, od malajskiego Melayu „Malaje”, od Melaka „Malakka”[5]; rodzaj Python Daudin, 1803[1].
- Constrictor: łac. constrictus „spętany”, od constringere „łączyć się ze sobą”[6]. Gatunek typowy: Boa reticulata Schneider, 1801.
- Broghammerus: Stefan Broghammer, niemiecki herpetolog[3]. Gatunek typowy: Boa reticulata Schneider, 1801.

### Podział systematyczny
Oba gatunki bywały zaliczane do rodzaju Python. Okazały się jednak bliżej spokrewnione z gatunkami zaliczanymi do rodzajów Morelia, Leiopython, Liasis, Antaresia, Aspidites, Apodora i Bothrochilus niż z gatunkami zaliczanymi do rodzaju Python, w związku z czym konieczne było przeniesienie ich do odrębnego od Python rodzaju. Reynolds, Niemiller i Revell (2014) zaproponowali dla tego rodzaju nazwę Malayopython. Do rodzaju należą następujące gatunki:
- Malayopython reticulatus (Schneider, 1801) – pyton siatkowy[9]
- Malayopython timoriensis (Peters, 1876) – pyton timorski[10]